# Karl von Burger (Theologe, 1805)
Heinrich Carl August von Burger (* 1. Mai 1805 in Bayreuth; † 14. Juli 1884 in Schönau bei Berchtesgaden) war ein lutherischer Theologe.

## Leben
Seine Eltern waren der Juwelier und Redakteur der Bayreuther Zeitung Christian Heinrich Carl von Burger (1777–1847; Sohn des Hofkonditors Johann Christoph v. B.) und Christiana Friederike (1784–1852; Tochter des Buchhändlers Carl Gottlob Beck).
Er studierte Philologie bei L. Döderlein und Theologie bei Christian Krafft in Erlangen. Dort war er 10 Jahre Gymnasiallehrer, danach in Fürth Pfarrer, in München Pfarrer, Dekan und von 1855 bis 1883 Oberkonsistorialrat. Während seines Studiums wurde er in Erlangen im Winter-Semester 1823/24 Mitglied der Burschenschaft der Bubenreuther.
Zusammen mit Adolf von Harless machte er die Bayer. Landeskirche zur lutherischen Musterkirche in Lehre, Gottesdienst und Sakramentsverwaltung. Sein neues Gesangbuch und die Liturgie wurden u. a. auch in Amerika übernommen. Er wandte die drohende Separation Wilhelm Löhes ab und förderte den Gustav-Adolf-Verein in Bayern.
Die Grabstätte von Karl von Burger ist auf dem Alten Friedhof in Berchtesgaden.

## Ehen und Kinder
1832 heiratete er in Erlangen Elise, eine Tochter des Christian Krafft. Mit ihr hatte er neben sieben Töchtern den Sohn Karl von Burger (Theologe, 1834) (1834–1905), der ebenfalls in München Oberkonsistorialrat wurde.
1856 heiratete er Laura, eine Tochter des Oberkonsistorialrats Faber, mit der er weitere zwei Töchter hatte.

## Schriften (Auswahl)
- als Hrsg.: Chronologie und Harmonie der vier Evangelien für Vorlesungen, bearb. von J. G. L. Christian Krafft, Erlangen 1848
- Predigten in der protestantischen Stadtpfarrkirche zu München, Erlangen 1857
- Der erste Brief Pauli an die Korinther deutsch ausgelegt, Erlangen 1859
- Der zweite Brief Pauli an die Korinther deutsch ausgelegt, Erlangen 1860